# Адзьвавомське сільське поселення
Адзьваво́мське сільське поселення (рос. Адзьвавомское сельское поселение) — муніципальне утворення у складі Інтинського міського округу Республіки Комі, Росія. Адміністративний центр — село Адзьвавом.

## Населення
Населення — 98 осіб (2010; 156 у 2002, 243 у 1989).

## Склад
До складу поселення входять такі населені пункти:
| Населений пункт  | Населення, осіб (1989) | Населення, осіб (2002) | Населення, осіб (2010) |
| ---------------- | ---------------------- | ---------------------- | ---------------------- |
| Адзьва, присілок | 19                     | 10                     | -                      |
| Адзьвавом, село  | 224                    | 146                    | 98                     |